# Bertold Mainka

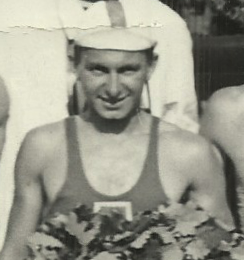
Mainka zwischen 1955 und 1957

Bertold Mainka (* 4. Juni 1934  in Martinau O/S, dem heutigen Zabrze) ist ein ehemaliger polnischer und deutscher Ruderer. Er nahm als Steuermann an den Olympischen Sommerspielen 1956 teil und erreichte im Zweier mit Steuermann zusammen mit Henryk Jagodziński und Zbigniew Schwarzer den 4. Platz für die polnische Mannschaft, wobei der polnische Zweier eine halbe Sekunde hinter dem drittplatzierten Boot aus der Sowjetunion lag.
1965 gewann Mainka den Grand Challenge Cup in Henley mit dem Deutschland-Achter.